# Zlecenie na miłość
Zlecenie na miłość (oryg. Awarapan, hindi: आवारापन, urdu: آوارہ پن) – indyjski dramat sensacyjny z 2007 roku. To pierwsza wspólna produkcja filmowa Pakistanu i Indii. Film jest wyprodukowany przez twórców hitu Woh Lamhe. W rolach głównych Emraan Hashmi, Shriya Saran i Mrinalini Sharma. Reżyser: Mohit Suri. Ten film to opowieść ze świata gangsterów indyjskich w Hongkongu, m.in. handlujących „żywym towarem" – młodymi kobietami do domów publicznych. W tym dramacie ludzie bywają przez kogoś uwięzieni, z kimś związani, zdradzeni ranią, bądź próbują poświęceniem zadośćuczynić zdradzie. W tej historii przemocy, ale i rozbrajającej ją miłości, pełnej strzałów i przelanej krwi jest też miejsce na wiarę w Boga, który błogosławi tym, którzy uwalniają zniewolonych. Bohaterowie modlą się i Bóg ma swój czas na spełnienie tych modlitw przemieniając ich serca. To opowieść o gangsterze, który dorasta w cierpieniu do modlitwy. Błagając w niej  Boga: „moje stopy to łańcuchy, uwolnij mnie ode mnie samego" zmienia swoje życie. Film jest remakiem południowokoreańskiego filmu z 2005 roku Słodko-gorzkie życie. W Indiach i Pakistanie okazał się hitem. Piosenki Maula Maula i Tera Mera Rishta znalazły się na szczytach list przebojów.

## Fabuła
Hongkong. Zarządzający hotelem z ramienia mafii Shivam Pandit (Emraan Hashmi) wpada we wściekłość na widok zastrzelonej prostytutki. Tracąc nad sobą panowanie rzuca się na zabójcę. Pobitego wydaje w ręce policji. Uwięziony Munna jest bratankiem jego szefa, ale Bharat Daulat Malik (Ashutosh Rana) ma prawie ojcowską słabość do Shivama. Staje w jego obronie wzbudzając tym zazdrość we własnym synu Ronnym. Zaufanie, jakie Malik żywi do Shivama, pozwala mu zwierzyć się swemu podwładnemu z dręczących go ostatnio lęków. Malik wykupił sprzedaną dziewczynę pochodzącą z Pakistanu. Z czasem poczuł się nią, Reemą (Mrinalini Sharma) coraz bardziej urzeczony. Niepokoi go jednak to, że dziewczyna sprawia przy nim wrażenie nieobecnej duchem – „mam tylko jej ciało", mówi ze smutkiem. Malik zleca Shivamowi zadanie. Ma śledzić dziewczynę, by wykryć, czy nie spotyka się z kimś innym. Shivam odwiedziwszy Reemę zastaje ją podczas modlitwy. Ten widok wytrąca go z równowagi przywołując wspomnienia jego własnej miłości do muzułmanki Aliyah (Shriya Saran). Jej śmierć uczyniła go człowiekiem do głębi samotnym, twardym, bezlitosnym i zamkniętym w sobie. Teraz śledzi dziewczynę prześladowany bolesnymi wspomnieniami z przeszłości. W Pakistance Reemie widzi swoją Aliyah. Odkrywa, że w tajemnicy przed Malikiem Reema spotyka się z Bimalem, który ją kocha i chce uciec z nią do Pakistanu. Od poinformowanego o tym gangstera Malika słyszy słowa: „Zabij ją". Wbrew swojej renomie Shivan chce ją uratować, nie zważając na konsekwencje.

## Obsada
- Emraan Hashmi ... Shivam
- Shriya Saran ...Aaliyah
- Mrinalini Sharma ... Reema
- Ashutosh Rana ... Malik
- Salil Acharya

## Muzyka i piosenki
Muzykę do filmu skomponował Pritam Chakraborty, autor muzyki do: Kiedy ją spotkałem, Życie w... metropolii, Woh Lamhe, Hattrick, Just Married, Bas Ek Pal, Pyaar Ke Side Effects, Dhoom, Naksha, Dhoom 2, Apna Sapna Money Money, Garam Masala, Chocolate, Dhan Dhana Dhan Goal, Król z przypadku, czy  Bhagam Bhag. W piosenkach wyraźne wpływy Pakistanu:
- Mahia (skomponowana przez Annie, pakistańską piosenkarkę) Biggest Hit Remix z 2007 roku
- Maula Maula to zaaranżowana przez Rafaquat Ali Khana suficka pieśń napisana w XII wieku przez Baba Farida
- Tera Mera Rishta, skomponowana przez pakistański zespół Rox3n
- Toh Phir Aao skomponowana przez pakistański zespół Rox3n (z albumu ‘Rozen-e-Deewar) Super-hit Remix of 2007